# Галушка, Дмитрий Фёдорович
Дмитрий Фёдорович Галушка (1 октября 1929, Малая Токмачка — 9 октября 1998, Запорожье) — советский хозяйственный, государственный и политический деятель, Герой Социалистического Труда (1966).

## Биография
Родился 1 октября 1929 года в селе Малая Токмачка. Член КПСС с 1962 года.
С 1948 года — на хозяйственной, общественной и политической работе. В 1948—1989 гг. — подручный сталевара, сталевар мартеновской печи № 5 2-го стелеплавильного цеха Запорожского металлургического завода «Днепроспецсталь», старший сталевар и бригадир сталеваров Запорожского металлургического завода имени А. Н. Кузьмина.
Указом Президиума Верховного Совета СССР от 22 марта 1966 года присвоено звание Героя Социалистического Труда с вручением ордена Ленина и золотой медали «Серп и Молот».
Избирался депутатом Верховного Совета СССР 7-го, 8-го, 9-го созывов.